# Наконец одни
«Наконец одни» (нем. Endlich allein) — оперетта в трех актах композитора Франца Легара. Либретто на немецком написали Альфред Вильнер и Роберт Боданский. Премьера оперетты состоялась 30 января 1914 года в венском театре «Ан дер Вин». 

## Создание
После успеха «Евы» Легар находился в поисках вдохновляющего либретто для своего следующего произведения. Юлиус Браммер и Альфред Грюнвальд написали «Идеальную жену», положенную на музыку Легара. В 1913 году премьера в «Ан дер Вин» прошла с успехом, но было ясно, что эта работа не могла стать этапной. Авторы либретто боролись за право сотрудничать с Легаром, но композитор мечтал об особенной истории, способной зажечь его фантазию. Постоянный либреттист Легара Альфред Вильнер по приезде в Бад-Ишль получил от композитора ультиматум — написать либретто не позднее завтрашнего утра. В случае невыполнения задания Легар грозил обратиться к Виктору Леону, другому либреттисту. 
Ночью Вильнер придумал большой дуэт: случайно оказавшихся ночью в горах мужчине и девушка воспевают красоту природы и поют о своей зарождающейся любви. Легар принял эту часть, но для завершения истории требовалось найти сюжетное оправдание необычному второму акту будущей оперетты. Для этого в Ишль прибыл Боданский, вызванный помочь Вильнеру закончить пьесу. Вместе они сочинили историю об альпийской прогулке в горах богатой наследницы, разорившегося графа, молодой графини и проводника. В силу ряда случайностей богатая наследница проводит ночь в горах с проводником. Позже выясняется, что на самом деле проводник это благородный дворянин, достойный своей невесты.
Тривиальность истории перекрывалась необычным вторым актом, который очень понравился Легару и тот быстро написал музыку на либретто.

## Роли
Премьера оперетты состоялась 30 января 1914 года в венском театре «Ан дер Вин», а к 8 мая оперетту ставили 100 раз. Главные роли исполняли Мицци Гюнтер и Губерт Маришка.
В январе 1915 года, несмотря на бойкот австро-немецких авторов из-за Первой мировой войны, оперетта была поставлена в Никитском театре в Москве. Главные роли исполнили Евгения Потопчина и Николай Бравин.
| Роль                         | Певческий голос | Исполнитель (премьера, 30 января 1914 года) |
| ---------------------------- | --------------- | ------------------------------------------- |
| Король                       | баритон         | Пауль Гуттманн                              |
| Элизабет                     | сопрано         | Луиза Картуш                                |
| Герцогиня Мария Бранкенхорст | меццо-сопрано   | Мицци Шульц                                 |
| Наследный принц Георг        | тенор           | Маришка Губерт                              |
| Мерседес                     | сопрано         | Мицци Гюнтер                                |
| Граф Саша Карлович           | тенор           | Эрнст Таутенхайн                            |

## Отзывы
Спектакль «Наконец одни» был тепло принят публикой и прессой. Оперетту называли «освобождением от всех шаблонов», «Тристаном оперетты» и «альпийской симфонией» (по аналогии симфонией Штрауса). Сам Легар, говоря о произведении, назвал его «ни с чем не сравнимым риском», подразумевая второй акт пьесы, играемый всего двумя персонажами, что стало нонсенсом в оперетте.
Вскоре после премьеры венский сатирический журнал опубликовал карикатуру, на которой крутую вершину скалы театральных представлений покоряют Эдмунд Эйслер, Лео Фалль и Оскар Штраус, а на вершине с улыбкой сидит Франц Легар.

## Как чуден мир
Спустя шестнадцать лет после премьеры Людвигом Герцером и Фриц Лёнер-Беда отредактировали либретто, озаглавив новую оперетту «Как чуден мир» (нем. Schön ist die Welt) по названию вальса героев в «Наконец одни». Содержание оперетты практически не изменилось, в структуру были добавлены новые номера, в числе которых популярная в то время румба. Изменения претерпели титулы героев, в повествование были вплетены технические новшества в виде радио и самолёта.
Ставить «Как чуден мир» Легар изначально планировал в том же «Ан дер Вин», однако премьера новой оперетты состоялась 3 декабря 1930 года в Метрополь-театре в Берлине. Главные роли были исполнены Гитой Альпар и Рихардом Таубером, записавшим также несколько отрывков на Odeon Records. Только спустя год новая картина была поставлена в Вене.
В отличие от «Наконец одни» её переработка подверглась бурной критике. Часто отзывы были ироническими или даже враждебными. Поставленное на поток производство «шлягерных» оперетт маркировало этот жанр как второсортное искусство. Критик Р. Хольцер неблагоприятно высказался о работе и посчитал, что «Легар избрал гермафродитический жанр: псевдоромантическую оперетту с псевдотрагическим содержанием».  